# آووکادو
آووکادو (نام علمی: Persea americana) نام درخت و میوه‌ای است که در مناطق گرمسیری و مناطقی با اقلیم مدیترانه‌ای می‌روید و میوه‌ای گوشتی، سبز و براق با هسته‌ای درشت دارد. تکثیر این گیاه معمولاً از طریق پیوند زدن انجام شده و این کار باعث بهبود کیفیت و افزایش محصول این درخت می‌شود. در سال ۲۰۱۷ کشور مکزیک ۳۴ درصد مجموع تولید جهانی آووکادو را در اختیار داشته‌است. پس از مکزیک کشورهای جمهوری دومینیکن، اندونزی، کلمبیا، پرو و آمریکا بزرگ‌ترین تولیدکنندگان آووکادو هستند. علاوه بر خود میوهٔ آووکادو، برگ‌های آن را خشک کرده و به‌عنوان ادویه در انواع غذاها مثل خوراک لوبیا استفاده می‌کنند. این برگ برای حیواناتی چون گوسفند، اسب و بز، سمی است.

## گیاه‌شناسی
آووکادو از گیاهان گلدار است و در خانوادهٔ گیاهی برگ‌بوئیان طبقه‌بندی شده‌است. این گیاه، بومی آمریکای مرکزی و مکزیک است و تا ۲۰ متر رشد می‌کند و رشد خیلی سریعی دارد. این گیاه همیشه برگ‌های سبز دارد که طول آن‌ها به ۱۲ تا ۲۵ سانتی‌متر می‌رسد. گل‌های آن نامشخص (ناپیدا) و به رنگ زرد مایل به سبز و به عرض ۵ تا ۱۰ میلی‌متر است. میوهٔ شبیه گلابی یا تخم‌مرغ آن از نظر گیاه‌شناسی یک میوهٔ سته است که ۷ تا ۲۰ سانتی‌متر طول و بین ۱۰۰ تا ۱۰۰۰ گرم وزن دارد. این میوه دارای هسته‌ای بزرگ و در مرکز میوه به طول ۵ تا ۶/۴ سانتی‌متر است.

## بزرگ‌ترین تولیدکنندگان آووکادو در جهان
| مکزیک | ۲٬۴۴۲٬۹۴۵ |
| کلمبیا | ۹۷۹٬۶۱۸   |
| جمهوری دومینیکن | ۷۷۷٬۰۹۶   |
| پرو | ۶۶۹٬۲۶۰   |
| اندونزی | ۶۳۴٬۳۶۸   |
| کنیا | ۴۱۶٬۸۰۳   |
| در کل دنیا | ۸٬۶۸۵٬۶۷۲ |
| No symbol = official figure, P = official figure, F = FAOSTAT ۲۰۰۷، * = Unofficial/Semi-official/mirror data, C = Calculated figure A = Aggregate (may include official, semi-official or estimates); Source: Food And Agricultural Organization of United Nations: Economic And Social Department: The Statistical Division |           |

امروزه مکزیک با تولید ۲۸ درصد در رده نخست، کلمبیا با تولید ۱۱ درصد در رده دوم و پرو با تولید نزدیک به ۹ درصد در رده سوم جهان جای دارند.

## در ایران
نهال‌های این گیاه در دهه ۴۰ شمسی از اکوادور وارد ایران شد ولی در ابتدا دچار سرما زدگی شد ولی بعد از گذشت چند سال با آب و هوای منطقه مورد کشت مقاومت ایجاد کرده که هر کدام از این درختان در حال حاضر ۵۰۰ تا ۱۵۰۰ عدد میوه تولید می‌کنند. در ایران بیش از ۵۰ هکتار در شمال کشور به باغهای آووکادو اختصاص دارد و هر ساله حدود ۱۰۰ تن میوه تولید می‌شود.

## تاریخچه
منشأ گیاه آووکادو احتمالاً ایالت پوئبلا و مکزیک است. قدیمی‌ترین شواهد استفاده از آووکادو، در غار Coxcatlán مکزیک یافت شده و به حدود ۱۰۰۰۰ سال قبل بر می‌گردد. کشت آووکادو سابقهٔ طولانی در آمریکای مرکزی و جنوبی دارد. اولین گزارش‌ها در مورد استفاده از آووکادو در اروپا، توسط مارتین فرناندز در ۱۵۱۸ یا ۱۵۱۹ در کتابش به نام Suma De Geographia Que Trata De Todas Las Partidas Y Provincias Del Mundo بوده‌است.

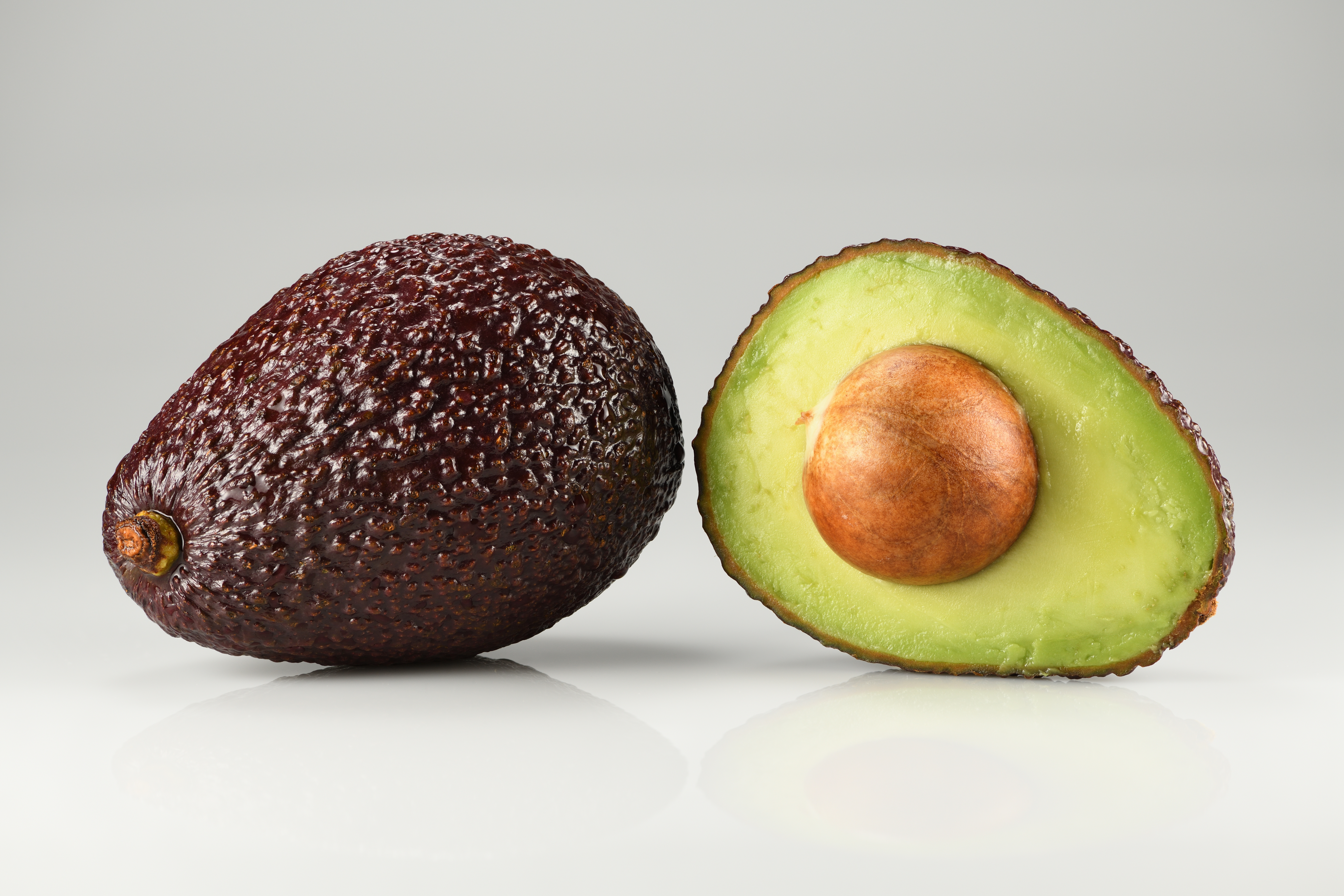
آووکادوی هاس

اولین مورد ثبت شده در انگلیسی که از کلمهٔ آووکادو استفاده کرده توسط هنس اسلون در فهرست گیاهان جامائیکا در سال ۱۶۹۶ نوشته شده‌است. این گیاه در ۱۷۵۰ به اندونزی و در ۱۸۰۹ به برزیل و در اواخر قرن نوزدهم به جنوب آفریقا و استرالیا معرفی شد.

## ارزش غذایی
آووکادو حاوی فیبر، چربی‌های غیراشباع سالم و ویتامین‌ها و مواد معدنی مهم مورد نیاز بدن از جمله منیزیم و ویتامین‌های ئی(E)، سی(C) و ک(K) است. پژوهشگران آمریکایی دریافتند، افرادی که یک عدد آووکادو را در قالب دو وعده غذایی در هفته می‌خورند، در مقایسه با افرادی که اصلا آووکادو مصرف نمی‌کنند، ۲۱ درصد کمتر در خطر ابتلا به تنگی عروق کرونر قلب یا بیماری قلبی قرار دارند.
آووکادو دارای چربی‌های متفاوتی است. برای یک آووکادوی معمولی:
1. حدود ۷۵٪ انرژی آووکادو از چربی می‌آید؛ که اکثر آن‌ها (۶۷٪ از کل) از نوع چربی تک‌سیرنشده همچون اسید اولئیک است.
2. دیگر چربی‌های غالب عبارتند از پالمیتیک اسید و اسید لینولئیک.
3. چربی‌های اشباع شده حدود ۱۴ درصد از مجموع چربی‌ها را شامل می‌شود.
4. ترکیب چربی‌ها به‌طوری تقریبی عبارت‌است از: یک درصد امگا ۳، چهارده درصد امگا ۶، هفتاد و یک درصد امگا ۹ (۶۵ درصد اولئیک اسید و ۶ درصد پالمیتولئیک اسید) و چهارده درصد چربی اشباع (پالمیتیک اسید).[۱۰]
5. بر اساس وزن آووکادو ۳۵٪ بیشتر از موز، پتاسیم دارد. آووکادو سرشار از اسید فولیک و ویتامین K است و از منابع غذایی غنی برای ویتامین ب۶، ویتامین C و ویتامین ئی و اسید پانتوتنیک به‌شمار می‌آید.
6. آووکادو دارای ۷۵٪ فیبر نامحلول و ۲۵٪ فیبر محلول است.

## حساسیت
برخی افراد به این میوه حساسیت دارند. دو نوع حساسیت اصلی به این میوه وجود دارد:
- حساسیت در افراد حساس به گردهٔ گیاهان بلافاصله پس از خوردن آووکادو رخ داده و باعث خارش در دهان و گلو می‌شود.[۱۱]
- برخی افراد حساس به لاتکس با خوردن آووکادو دچار درد شکم، کهیر و اسهال و استفراغ می‌شوند.[۱۲]

## فواید
فواید آووکادو برای سلامتی:
- سلامت قلب: چربی‌های سالم موجود در آووکادو به کاهش خطر بیماری‌های قلبی عروقی کمک می‌کنند.
- کاهش وزن: فیبر موجود در آووکادو به شما احساس سیری می‌دهد و به کاهش اشتها کمک می‌کند.
- بهبود هضم: فیبر موجود در آووکادو به بهبود عملکرد دستگاه گوارش و جلوگیری از یبوست کمک می‌کند.
- سلامت پوست: ویتامین‌ها و آنتی‌اکسیدان‌های موجود در آووکادو به بهبود سلامت پوست، کاهش چین و چروک و افزایش خاصیت ارتجاعی پوست کمک می‌کنند.
- سلامت چشم: لوتئین و زeaxanthin دو نوع کاروتنوئید هستند که در آووکادو یافت می‌شوند و به سلامت چشم و جلوگیری از بیماری‌های چشمی مانند آب مروارید و دژنراسیون ماکولا کمک می‌کنند.
- تقویت سیستم ایمنی: ویتامین C و آنتی‌اکسیدان‌های موجود در آووکادو به تقویت سیستم ایمنی بدن و افزایش مقاومت در برابر بیماری‌ها کمک می‌کنند.

1. ↑  Saleminejad, Hossein. "معنی آوکادو | فرهنگ واژه‌های سره". www.vajehyab.com (به انگلیسی). Retrieved 2018-07-22.
2. ↑  "Growing avocados: flowering, pollination and fruit set". www.agric.wa.gov.au (به انگلیسی). Retrieved 2021-01-07.
3. 1 2  "Avocado". Wikipedia (به انگلیسی). 2022-04-13.
4. 1 2  «وبگاه آووکادو». بایگانی‌شده از اصلی در ۱۵ ژوئیه ۲۰۰۶. دریافت‌شده در ۱۴ ژوئیه ۲۰۰۶.
5. 1 2  تولید آووکادو در ایران ناشناخته باقی مانده‌است[پیوند مرده]
6. ↑  «Avocado». hort.purdue.edu. دریافت‌شده در ۲۰۲۱-۰۱-۰۷.
7. ↑  «FAOSTAT». www.fao.org. دریافت‌شده در ۲۰۲۰-۰۷-۰۳.
8. ↑   https://web.archive.org/web/20071225063117/http://www.indexfresh.com/avocado_history.htm. بایگانی‌شده از اصلی در ۲۵ دسامبر ۲۰۰۷. دریافت‌شده در ۷ ژانویه ۲۰۲۱. پارامتر |عنوان= یا |title= ناموجود یا خالی (کمک)
9. ↑  کاهش ۲۰ درصدی خطر بیماری قلبی با هزینه هفتگی ۷۰ هزار تومانی؛ شناسایی فواید تازه آووکادو. (2022). euronews. Retrieved 11 April 2022, from https://per.euronews.com/next/2022/04/03/one-avocado-a-week-cuts-risk-heart-disease-by-20-percent
10. ↑  «Avocados, raw, all commercial varieties Nutrition Facts & Calories». nutritiondata.self.com. دریافت‌شده در ۲۰۲۱-۰۱-۰۷.
11. ↑  «Avocado - allergy information (InformAll: Communicating about Food Allergies - University of Manchester)». research.bmh.manchester.ac.uk. دریافت‌شده در ۲۰۲۱-۰۱-۰۷.
12. ↑  Brehler, R.; Theissen, U.; Mohr, C.; Luger, T. (1997-04). ""Latex-fruit syndrome": frequency of cross-reacting IgE antibodies". Allergy. 52 (4): 404–410. doi:10.1111/j.1398-9995.1997.tb01019.x. ISSN 0105-4538. PMID 9188921. {{cite journal}}: Check date values in: |date= (help)

## نگارخانه

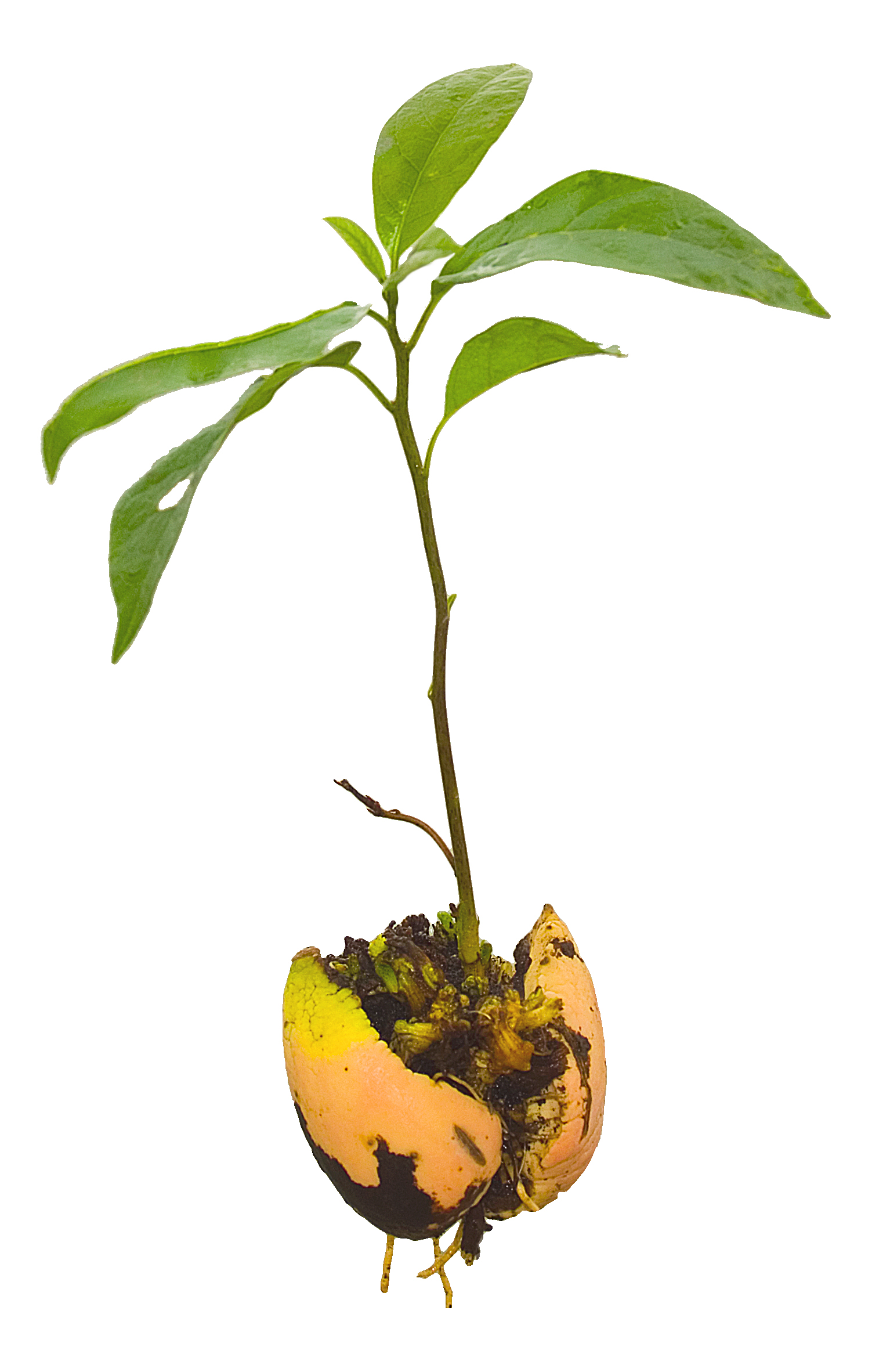
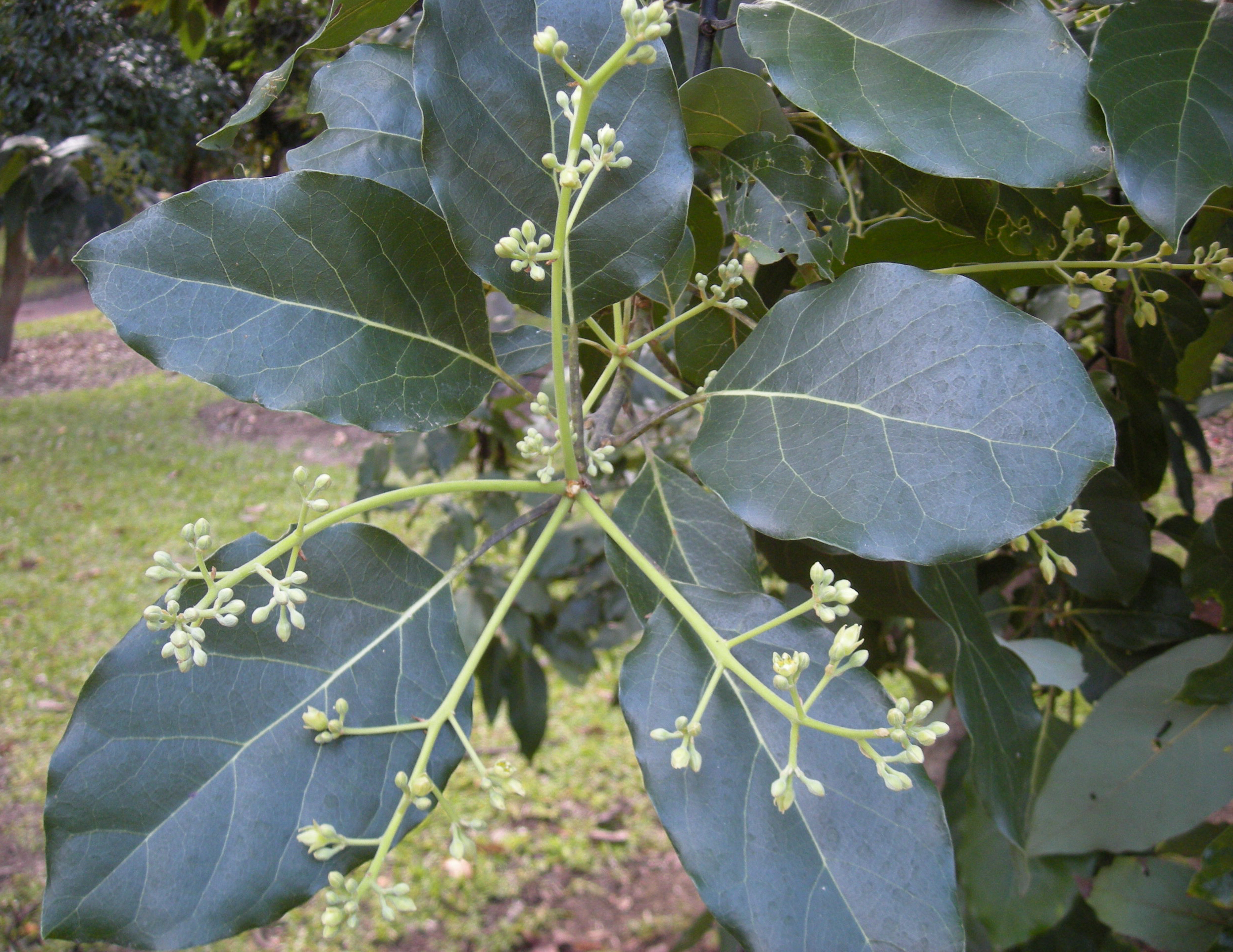
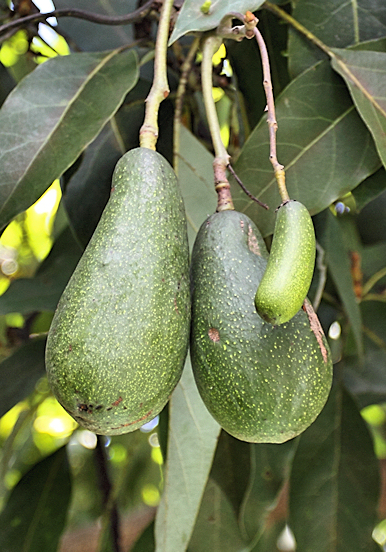
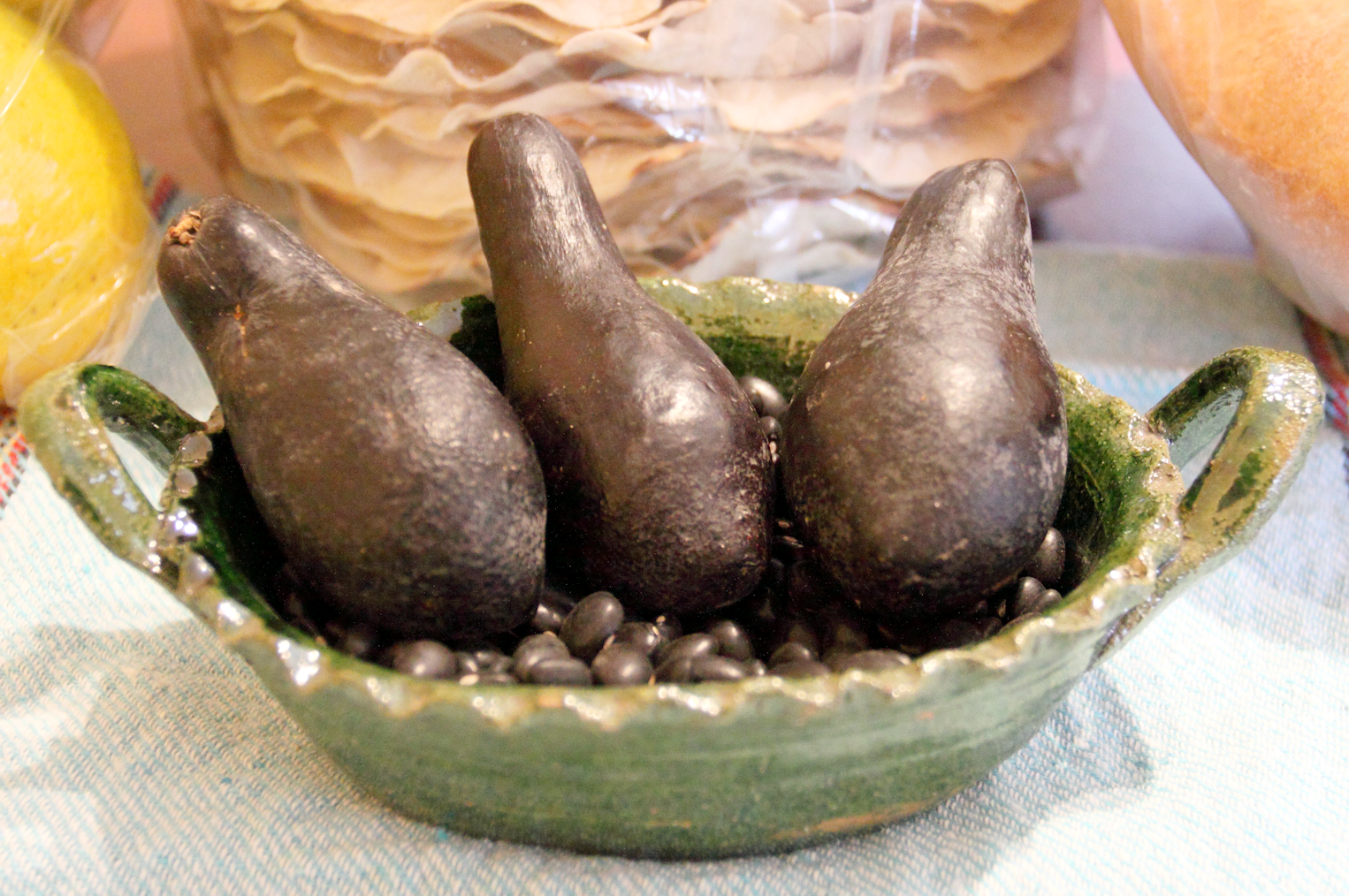
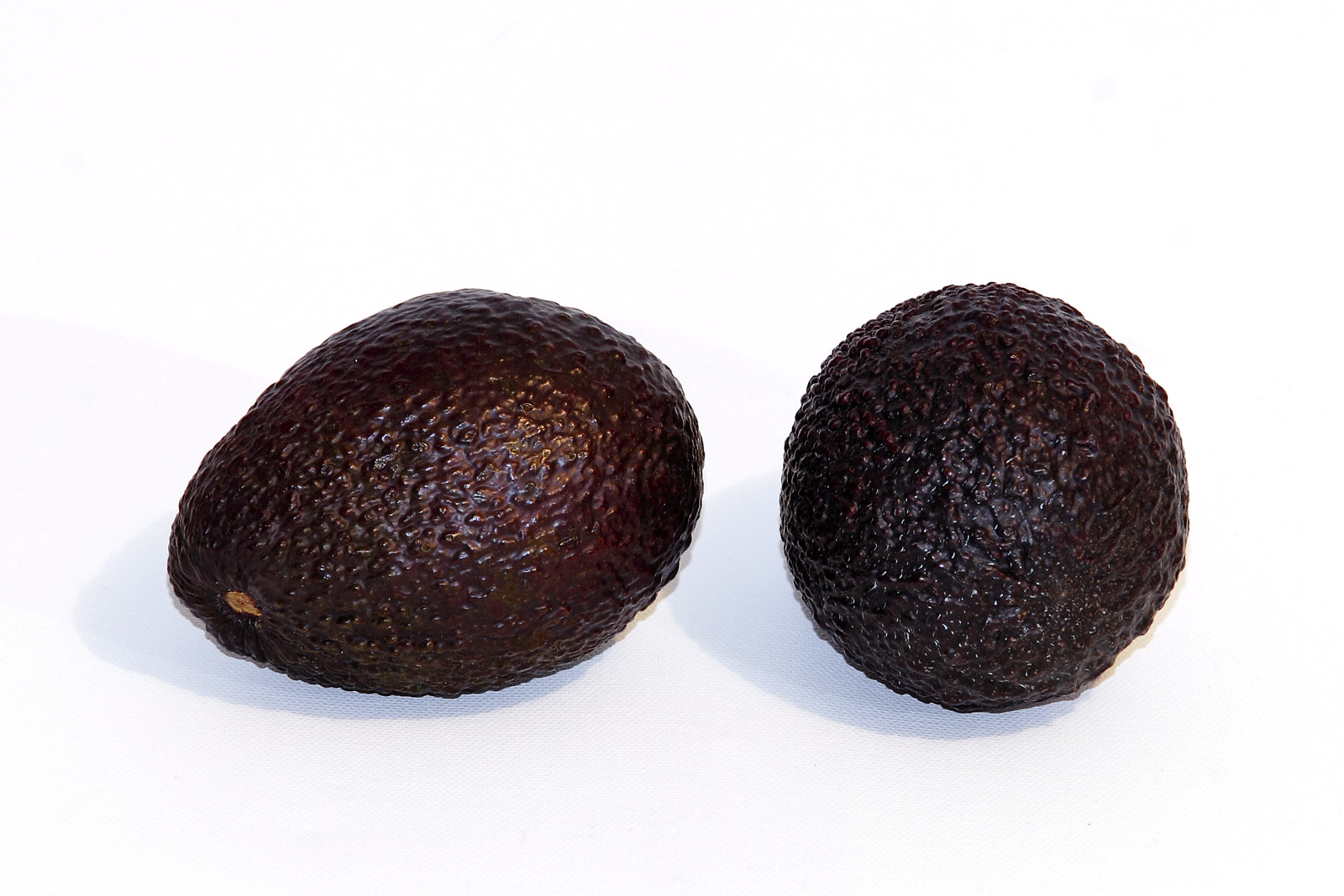
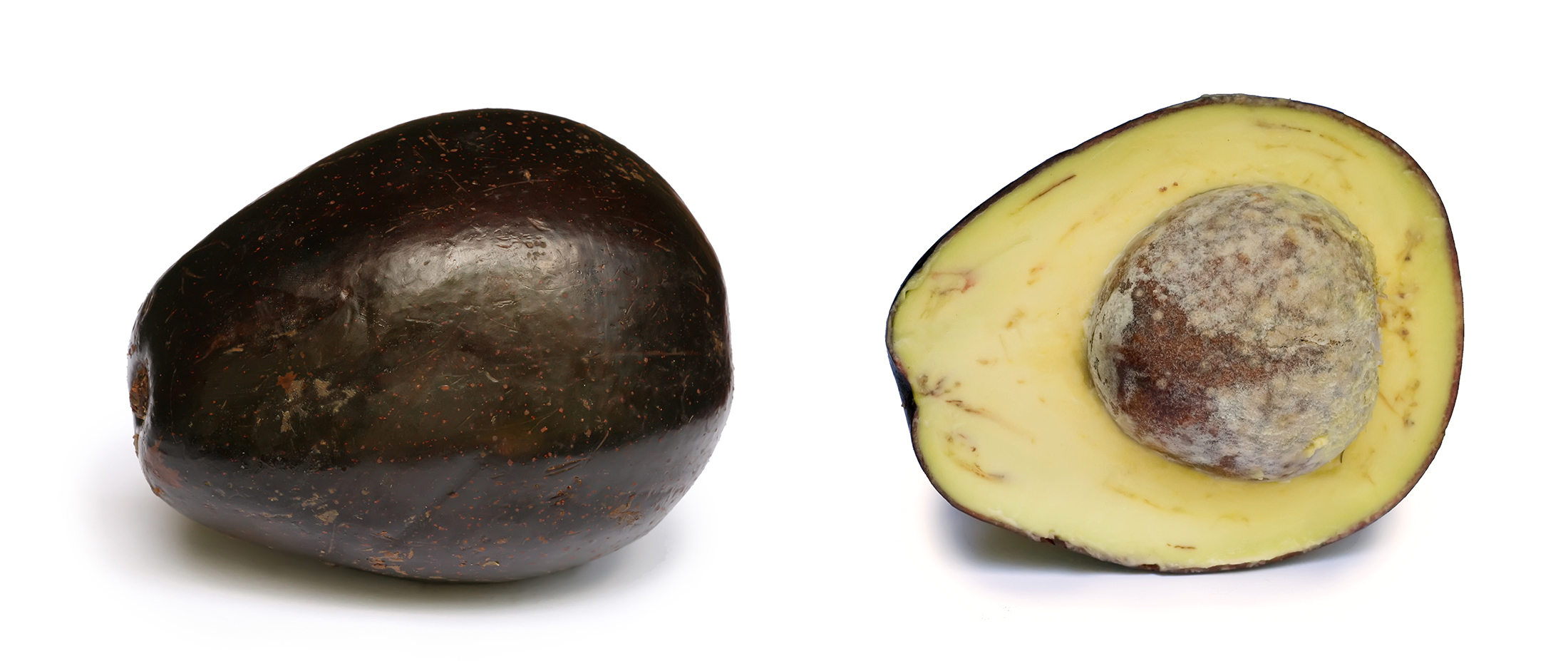
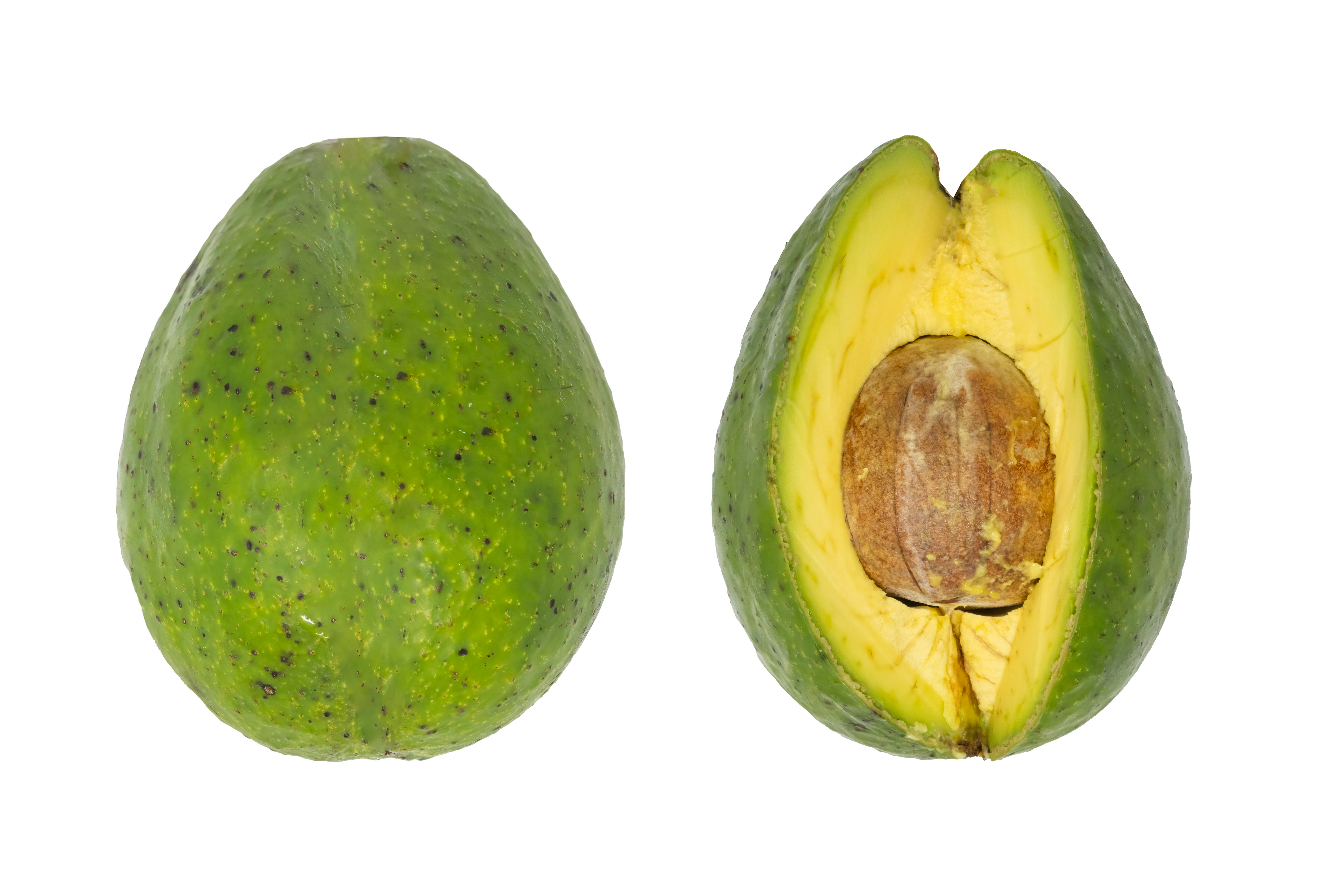
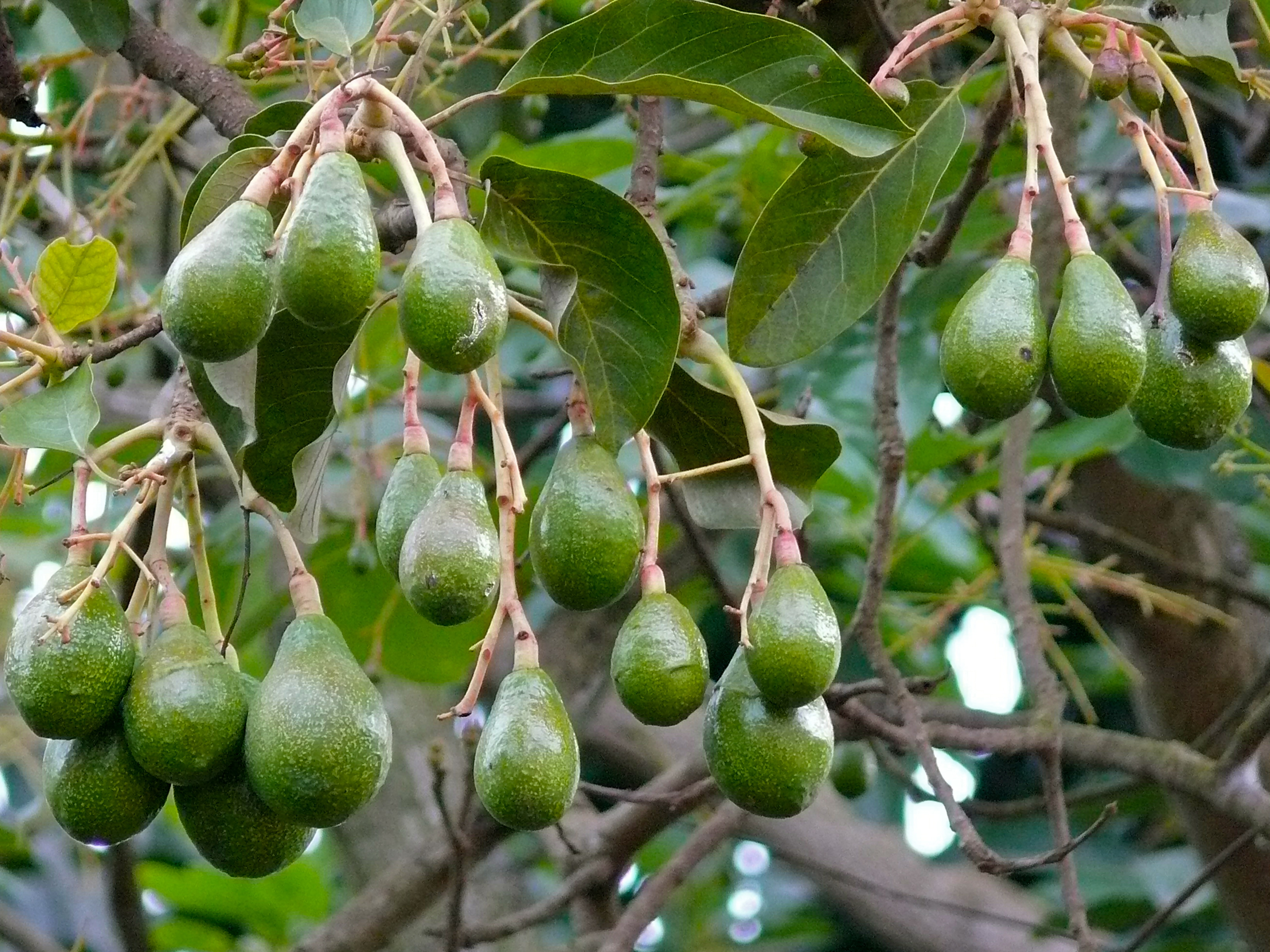